# 横瀬貞征
横瀬 貞征（よこせ さだゆき）は、江戸時代後期の高家旗本。高家横瀬家（表高家）6代当主。官位は従四位上・侍従、駿河守。

## 略歴
天明元年（1781年）、上野国小幡藩2代藩主・松平忠福の四男として誕生。横瀬貞径の養子となる。
文化6年（1809年）7月22日、貞径の隠居により家督を相続する。文化8年（1811年）11月4日、高家職に就き、同年11月25日従五位下・駿河守に叙任する。後に従四位下、従四位上に昇進する。また、通称を美濃守に改め、再び駿河守に戻す。
天保元年（1830年）12月4日、高家肝煎に就任する。
天保13年（1842年）7月4日、死去。享年62。養子・貞固（横瀬貞径の子）が家督を継いだ。